# Trokon Zeon
Trokon Zeon (ur. 16 lipca 1990 w Monrovii) – liberyjski piłkarz grający na pozycji prawego obrońcy. Od 2021 roku jest zawodnikiem klubu Invincible Eleven.

## Kariera klubowa
Swoją karierę piłkarską Zeon rozpoczął w klubie Invincible Eleven. W sezonie 2007 zadebiutował w jego barwach w pierwszej lidze liberyjskiej. W debiutanckim sezonie wywalczył z nim mistrzostwo kraju. W 2009 roku grał w LISCR FC, a w 2010 wrócił do Invincible Eleven. W 2011 roku zdobył z nim Puchar Liberii. W latach 2012–2015 ponownie grał w LISCR FC. W sezonie 2012 wywalczył z nim mistrzostwo, a w sezonie 2015 - wicemistrzostwo kraju. W latach 2016–2017 był zawodnikiem LPRC Oilers, a w sezonie 2019/2020 - egipskiego Al-Nasr Kair. W 2021 wrócił do Invincible Eleven.

## Kariera reprezentacyjna
W reprezentacji Liberii Zeon zadebiutował 10 sierpnia 2011 roku w zremisowanym 0:0 towarzyskim meczu z Angolą, rozegranym w Monrovii. Od 2011 do 2015 wystąpił w kadrze narodowej 11 razy.